# Mnemotehnika
Mnemotehnika ili mnemonika je vještina koja omogućuje da se povezivanjem slika ili riječi, informacija lakše zapamti.
Etimologija riječi povezana je s "mnemosynom", nazivom titana, koji utjelovljuje sjećanje na grčku mitologiju. Mnemotehnike mogu biti u obliku riječi, numeričke ili vizualne. Pomaže kada se pamte činjenice kao i asocijacije.
Primjeri:
- TUM PECCET za pamćenje imena muza (ovo je primjer pamćenja popisa pomoću pamćenja neke riječi koju čine prva slova predmeta popisa)
- Pamćenje koji mjesec ima 30 odnosno 31 dan pomoću zglavaka na rukama (mjesec koji je na zglavku ima 31 dan, oni u udubini između dva zglavka imaju 30 dana, osim veljače koja, naravno, ima 28 ili 29 dana).

- Neki ljudi koriste kraticu “HOMES”, kako bi zapamtili imena pet Velikih jezera koja glase: Huron, Ontario, Michigan, Erie i Superior.
- Mnemotehnika "Mg CHOPKINS CaFe"  trebala bi olakšati učenje najzastupljenijih kemijskih elemenata u ljudskom tijelu (istina, nedostaju joj natrij, klor i šačica oligoelemenata).[1]
- Mnemotehnika "Mevezema Jusaune" pomaže u pamćenju položaja planeta u Sunčevom sustavu. Prema toj mnemotehnici Sunčev sustav "otkrio" je japanski znanstvenik Mevezema Jusaune. Samo treba zapamtiti te dvije riječi: MErkur, VEnera, ZEmlja, MArs, JUpiter, SAturn, Uran i NEptun.
- Kako se u osnovnoj školi učilo zapamtiti susjedne države?  "Jugoslavija je okružena BRIGAMA: Bugarska, Rumunjska, Italija, Grčka, Austrija, Mađarska, Albanija."[2]